# Marin Jakoliš
Marin Jakoliš (Šibenik, 26 december 1996) is een Kroatisch voetballer die bij voorkeur als centrumspits speelt. Hij tekende in 2017 een contract voor 2 seizoenen bij Admira Wacker dat hem overnam van KSV Roeselare.

## Clubcarrière
Jakoliš begon te voetballen bij de jeugd HNK Šibenik en maakte vanaf de winterstop van het seizoen 2012/13 deel uit van het eerste elftal. In de zomer van 2013 verhuisde Jakoliš naar Moeskroen. Op 17 januari 2015 maakte hij zijn debuut in de Eerste Klasse A in de met 1–3 verloren thuiswedstrijd tegen KAA Gent. Trainer Rachid Chihab liet hem 26 minuten voor tijd invallen in de plaats van Birger Verstraete. In twee seizoenen Moeskroen wist hij slechts twee wedstrijden te spelen en vanaf januari 2016 werd hij dan verhuurd aan Excelsior Virton. Doordat Virton op het einde van het seizoen uit de reeks zakte verhuisde Jakoliš definitief naar reeksgenoot KSV Roeselare. Na een seizoen Roeselare waar hij 20 wedstrijden speelde, 3 doelpunten scoorde en nipt de promotie miste kwam hij in de belangstelling te staan van Admira Wacker die hem een contract aanbood voor 2 jaar. Op 22 juli 2017 debuteerde Jakoliš in de Bundesliga. 27 minuten voor tijd kwam hij Maximilian Sax vervangen in de uitwedstrijd tegen LASK. Zijn debuutwedstrijd werd uiteindelijk met 3–0 verloren. Op Europees vlak maakte Jakoliš op 26 juli 2018 zijn debuut in een kwalificatiewedstrijd van de Europa League tegen CSKA Sofia.

## Clubstatistieken
| Seizoen     | Club             | Competitie      | Competitie | Competitie | Beker | Beker | Internationaal | Internationaal | Totaal | Totaal |
| Seizoen     | Club             | Competitie      | Wed.       | Dlp.       | Wed.  | Dlp.  | Wed.           | Dlp.           | Wed.   | Dlp.   |
| ----------- | ---------------- | --------------- | ---------- | ---------- | ----- | ----- | -------------- | -------------- | ------ | ------ |
| 2012/13     | HNK Šibenik      | 2. HNL          | 9          | 1          | —     | —     | —              | —              | 9      | 0      |
| 2013/14     | Moeskroen        | Eerste Klasse A | —          | —          | —     | —     | —              | —              | 0      | 0      |
| 2014/15     | Moeskroen        | Eerste Klasse A | 2          | 0          | —     | —     | —              | —              | 2      | 0      |
| 2015/16     | Moeskroen        | Eerste Klasse A | 11         | 0          | 2     | 1     | —              | —              | 13     | 1      |
| 2015/16     | Excelsior Virton | Eerste klasse B | 9          | 1          | —     | —     | —              | —              | 9      | 1      |
| 2016/17     | KSV Roeselare    | Eerste klasse B | 18         | 3          | 2     | 0     | —              | —              | 20     | 3      |
| 2017/18     | Admira Wacker    | Bundesliga      | 28         | 5          | 1     | 0     | —              | —              | 29     | 5      |
| 2018/19     | Admira Wacker    | Bundesliga      | 16         | 0          | 1     | 0     | 2              | 0              | 19     | 0      |
| Club totaal | Club totaal      | Club totaal     | 93         | 10         | 6     | 1     | 2              | 0              | 101    | 11     |

Bijgewerkt op 25 januari 2019

## Interlandcarrière
Jakoliš doorliep verschillende nationale jeugdploegen. 